# ステファン・エルマス
ステファン・エルマス（アルメニア語:  Ստեփան Էլմաս 1862年 - 1937年8月11日）は、アルメニア人の作曲家、ピアニスト、教育者。

## 生涯

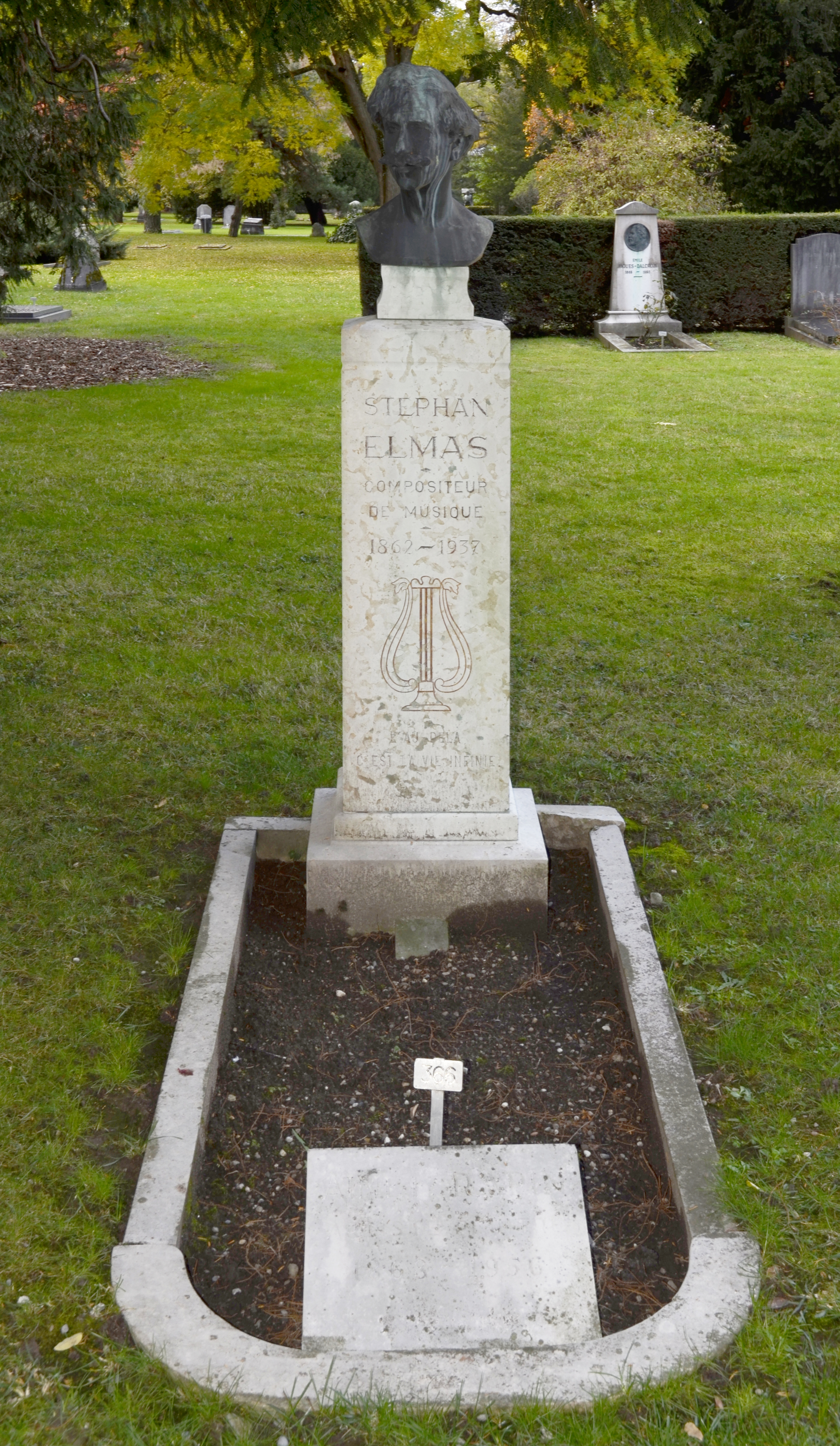
エルマスの墓石。ジュネーヴ、ロワ墓地。

オスマン帝国のスミュルナ（現イズミル）の裕福な起業家の一家に生を受けた。まもなく幼いこの少年が神童であることが明らかとなり、地元の音楽教師であった Moseerの監督の下でピアノを習いながらピアノの小品を書くようになった。13歳になる頃には、早くもオール・リスト・プログラムでピアノ演奏会を開くヴィルトゥオーゾぶりを見せていた。
1879年に指導者の勧めに従い、家族の反対を押し切る形でリストへの弟子入りを目指し、ドイツのヴァイマルへと旅立った。この地で巨匠に出会うことがかなったエルマスは、オーストリアへ向かってウィーン音楽院教授のアントン・ドーア、そして優れた作曲家で教会音楽家であったフランツ・クランに師事するよう助言を受ける。
17歳のエルマスはウィーンでピアノの修行と作曲に時間を充て、1885年にウィーン・デビューを飾る。これは紙上で多くの称賛を集めることになった。作曲も継続し、ワルツ、、マズルカ、夜想曲、即興曲といった多数の性格的小品を生み出した。6つの練習曲（1881年）はリストに、また沢山の楽曲をヴィクトル・ユーゴーへと献呈している。
リストとは連絡を取り続け、頻繁に助言を仰いだ。1886年には父の葬儀に参列するため一時的にスミュルナへ帰郷したが、ヨーロッパでは遥かに多くの機会に恵まれると信じてウィーンへ戻っていく。1887年2月24日にはウィーンのベーゼンドルファー・ザールでのリサイタルが大きな成功を収める。これによって多忙な演奏会の予定が入るようになり、フランス、イングランド、オーストリア、イタリアの各地で芸術家としての大成功を記録してまわる。プログラムには主に自作を取り上げたが、ベートーヴェン、ショパン、シューマンの作品も演奏した。
演奏旅行により多くの知人が生まれたが、中でもロシアの作曲家、ピアニストであったアントン・ルビンシテイン、フランスの作曲家ジュール・マスネ、フランスのピアニストエドゥアール・リスラーと親交を結んだ。1912年にスイスのジュネーヴに定住し、同地で作曲、教職、演奏を継続した。次第に聴力の衰えを感じるようになり、やや厳しい世捨て人へと変貌して外界との交流を閉ざすようになった。
幸いにも、交友関係を築いた両手を持たないスイスの画家のエイメ・ラパン（Aimée Rapin 1868年-1956年）が、そうした困難な時期に彼を介護して慰めた。さらにエルマスを襲ったのがオスマン帝国による1915年のアルメニア人虐殺にまつわる悲劇的な事件の数々だった。幸運なことに、彼の一家はトルコが町を占拠してから発生した1922年のスミュルナの大火の後にアテネへ逃れていた。
エルマスは自身の回顧録を若きジャーナリストのクリコル・ハゴップ（Krikor Hagop）へ捧げた。彼のピアノ並びに原稿や遺品類は現在、アルメニアのチャレンツ文学芸術博物館に収められている。ジュネーヴで生涯を終えたエルマスは同市のロワ墓地に埋葬された。
エルマスは速筆であり、かつ容易く作曲することができた。彼の楽曲が時に十分に手直しされていないのは、これによって説明可能かもしれない。しかし、その多くの作品は高い品質を備えており、優雅で粋なサロン風小品の作曲において彼は大きな成功を収めたといえよう。こうした作品は過去の時代に書かれたもののように思われる。エルマスの楽曲は新たな世紀の始まりに音楽界を形作るという挑戦的な時代に向かっていくのではなく、過去の、ロマン派の作曲家の様式を振り返って耳を傾けがちである。
アレクサンドル・シラノシアン（Alexandre Siranossian）の芸術指導の下、1988年に創設されたステファン・エルマス財団はアルメニアの作曲家の遺産を普及させることを目的としている。ピアニストのアルメン・ババハニアンの尽力により、エルマスの楽曲はこれまで以上に聴かれるようになってきている。

## 作品

### 協奏的作品
- ピアノ協奏曲第1番 ト短調 （1882年）
- ピアノ協奏曲第2番 （1887年、出版は1923年以前）[4]
- ピアノ協奏曲第3番 （1900年）
- アンダンテ・カンタービレとロンド・パストラーレ
- ユース・コンチェルト （管弦楽編曲未了、アントン・ルビンシテインに献呈）

### 弦楽オーケストラ作品
- 夜想曲第4番
- ロマンス

### ピアノ作品（一部）
- アラベスク 1曲
- オーバード 2曲、シャンソン 2曲、歌 2曲、コンプラント（哀歌）、エクローグ（田園詩）、エレジー（哀歌）、イディル（田園詩）、オーデ（頌歌）、ロマンス、ソネット、スタンセ（詩節、スタンザ）（全てユーゴーへ献呈）
- バラード 2曲
- 舟歌 2曲
- 子守歌 2曲
- ボレロ 2曲
- アルメニアの踊り 5曲
- 6 練習曲 5曲 （リストへ献呈、1884年にウィーンのヴェッツラーから出版）[5]
- 幻想曲 1曲
- 幻想的マズルカ 1曲
- 即興曲 2曲
- 即興的マズルカ 1曲
- 葬送行進曲 1曲
- マズルカ 27曲
- 夜想曲 7曲
- ポロネーズ 6曲
- ポロネーズ幻想曲 1曲
- 前奏曲 25曲
- ロンド 1曲
- スケルツォ 2曲
- ソナタ 4曲（第1番 ロ短調、1923年以前の出版[4]）
- ワルツ 9曲

### 室内楽曲
- ロマンス
- 演奏会用小品
- ピアノ四重奏曲 ニ短調[6]
- ピアノ三重奏曲 変ロ長調 （初版は1923年以前）[6]
- ヴァイオリンとピアノのためのアダージョ
- ヴァイオリンとピアノのための夜想曲第2番
- ヴァイオリンとピアノのための夜想曲第4番
- ヴァイオリンとピアノのためのロマンス

### 声楽曲
- L'Arménie Martyre
- Offrande